# TramBages
El TramBages o Tramvia del Bages és un projecte ferroviari que planteja construir un tramvia o tren-tram a la comarca del Bages.

## Característiques
El tren tramvia és un mitjà de transport que funciona com a tren entre poblacions i com a tramvia dins del nucli urbà. El projecte de tramvia del Bages inclou un tren-tram de dos ramals que s'inicia a Manresa i es bifurca cap a Súria i Sallent. Connectarà també amb l'estació d'autobusos, Ferrocarrils de la Generalitat de Catalunya i Rodalies de Catalunya.
El traçat aprofita les dues línies de ferrocarrils de FGC que serveixen per al transport de potassa des de les mines de Súria i Sallent cap a Manresa, que antigament havien servit també a passatgers.